# Сіселі Тайсон
Сіселі Луїза Тайсон (англ. Cicely Louise Tyson; 19 грудня 1924, Нью-Йорк — 28 січня 2021, там само) — американська акторка театру, кіно та телебачення.

## Життєпис
Народилася 19 грудня 1924 року у Гарлемі, Нью-Йорк, в родині іммігрантів з Сент-Кіттс і Невіс (саме з о. Невіс) — столяра Вільяма Августіна Тайсона та служниці Фредеріки (в дівоцтві Хаггінс), де були ще двоє дітей. Зростала в релігійній атмосфері, співала у церковному хорі. Юна Сіселі була помічена фотографом журналу «Ebony», після чого почала працювати моделлю та вивчати акторську майстерність.
1956 року дебютувала в кіно у незначній ролі. 1962 року отримала премію «Драма Деск» за роль у позабродвейській постановці «Moon on a Rainbow Shawl». Тоді ж почала багато зніматися на телебаченні — у серіалах «Дороговказне світло», «Димок зі ствола» та інших.
1973 року була номінована на премії Оскар та Золотий глобус як Найкраща акторка за роль Ребекки Морган у фільмі «Саундер». Саме ця роль принесла їй премію Національної ради кінокритиків США як найкращій акторці року. 1974 року стала першою акторкою-афроамериканкою, яка виграла премію Еммі за найкращу жіночу роль у мінісеріалі або фільмі за головну роль у телефільмі «Автобіографія міс Джейн Піттман». 1976 року виконала роль кішки Тілетти в американсько-радянському фільмі «Синій птах» за п'єсою Метерлінка, де також були зайняті Елізабет Тейлор, Джейн Фонда, Ава Гарднер, Георгій Віцин, Маргарита Терехова та інші. 1994 року виграла свою другу премію Еммі — за найкращу жіночу роль другого плану у мінісеріалі або фільмі, — за мінісеріал «Найстаріша вдова з конфедератів розповідає».
2013 року за роль Керрі Воттс у бродвейській постановці «The Trip to Bountiful» отримала премію Тоні як найкраща акторка у п'єсі.
У 2015—2020 роках виконувала роль Офелії Гаркнесс (матері головної героїні у виконанні Віоли Девіс) в серіалі «Як уникнути покарання за вбивство», за яку п'ять років поспіль номінувалася на премію Еммі як найкраща запрошена акторка у драматичному телесеріалі.
2016 року нагороджена Президентською медаллю Свободи. 2018 року одержала почесний Оскар за видатні заслуги в кінематографі.
Сіселі Тайсон померла 28 січня 2021 року у Нью-Йорку в 96-річному віці. Напередодні, 26 січня, вийшла її автобіографічна книга «Just As I Am».

## Особисте життя
27 грудня 1942 року Тайсон вступила у шлюб з Кеннетом Франкліном. Фактично шлюб розпався через півтора року, але офіційно розлучення було оформлене лише 1956 року.
26 листопада 1981 року вступила у шлюб з музикантом Майлзом Девісом. Подружжя проживало між Малібу, Каліфорнія, та Нью-Йорком, допоки не розлучилися 1989 року (за два роки до смерті Девіса).
Тайсон дружила з акторкою Роксі Рокер та була хрещеною матір'ю її сина — музиканта Ленні Кравіца.

## Вибрана фільмографія
| Рік       |    | Українська назва                           | Оригінальна назва                                | Роль                                             |
| --------- | -- | ------------------------------------------ | ------------------------------------------------ | ------------------------------------------------ |
| 1966      | с  | Дороговказне світло                        | Guiding Light                                    | Марта Фрейзер                                    |
| 1967      | с  | Ковбой в Африці                            | Cowboy in Africa                                 | Джулі Андерсон                                   |
| 1967      | ф  | Комедіанти                                 | The Comedians                                    | Марі-Тереза                                      |
| 1968      | ф  | Серце — самотній мисливець                 | The Heart Is A Lonely Hunter                     | Порція                                           |
| 1970      | с  | Димок зі ствола                            | Gunsmoke                                         | Рейчел Біггс                                     |
| 1972      | ф  | Саундер                                    | Sounded                                          | Ребекка Морган                                   |
| 1974      | тф | Автобіографія міс Джейн Піттман            | Autobiography of Miss Jane Pittman               | Джейн Піттман                                    |
| 1976      | ф  | Синій птах                                 | The Blue Bird                                    | кішка Тілетта                                    |
| 1977      | с  | Коріння                                    | Roots                                            | Бінта                                            |
| 1978      | с  | Кінг                                       | King                                             | Коретта Скотт Кінг, дружина Мартіна Лютера Кінга |
| 1978      | с  | Жінка на ім'я Моїсей                       | A Woman Called Moses                             | Гаррієт Табмен                                   |
| 1979      | ф  | Аеропорт 79: Конкорд                       | The Concorde... Airport '79                      | Елейн                                            |
| 1979      | с  | Суботнього вечора в прямому ефірі          | Saturday Night Live                              | у ролі самої себе                                |
| 1991      | ф  | Смажені зелені помідори                    | Fried Green Tomatoes                             | Сіпсі                                            |
| 1994      | с  | Найстаріша вдова з конфедератів розповідає | Oldest Living Confederate Widows Tell All        | Кастралія                                        |
| 1997      | ф  | Гангстер                                   | Hoodlum                                          | Стефані Сент-Клер                                |
| 2005      | ф  | Завдяки Вінн-Діксі                         | Because of Winn-Dixie                            | Глорія Дамп                                      |
| 2005      | ф  | Щоденник безумної чорної жінки             | Diary of a Mad Black Woman                       | Міртл                                            |
| 2006      | ф  | Воз'єднання родини Медеї                   | Medea's Family Reunion                           | Міртл                                            |
| 2009      | с  | Закон і порядок: Спеціальний корпус        | Law & Order: Special Victims Unit                | Ондін Бардетт                                    |
| 2010      | ф  | Навіщо ми одружуємося знову?               | Why Did I Get Married Too?                       | Ола                                              |
| 2011      | ф  | Прислуга                                   | The Help                                         | Константайн Джеффрсон                            |
| 2012      | ф  | Я, Алекс Кросс                             | Alex Cross                                       | Регіна Кросс                                     |
| 2013      | ф  | Привиди в Коннектикуті 2: Тіні минулого    | The Haunting in Connecticut 2: Ghosts of Georgia | Мама Кей                                         |
| 2015—2020 | с  | Як уникнути покарання за вбивство          | How to Get Away with Murderer                    | Офелія Гаркнесс                                  |
| 2016      | с  | Картковий будинок                          | House of Cards                                   | Доріс Джонс                                      |
| 2017      | ф  | Останній змах прапора                      | Last Flag Flying                                 | місіс Гайтавер                                   |
| 2019      | с  | Державний секретар                         | Madam Secretary                                  | Фло Ейвері                                       |

## Нагороди та відзнаки
- 1974 — Еммі (Прайм-тайм) — Найкраща жіноча роль у драмі (Автобіографія міс Джейн Піттман)
- 1994 — Еммі (Прайм-тайм) — Найкраща жіноча роль другого плану у мінісеріалі або фільмі (Найстаріша вдова з конфедератів розповідає)
- 1997 — Іменна зірка на Голлівудській алеї слави.
- 2011 — Премія Гільдії кіноакторів США за найкращий акторський склад в ігровому кіно (Прислуга).
- 2011 — Кінопремія «Вибір критиків» за найкращий акторський склад (Прислуга).
- 2013 — Тоні — Найкраща акторка у п'єсі (The Trip to Bountiful)
- 2016 — Президентська медаль Свободи.
- 2018 — Премія «Оскар» за видатні заслуги в кінематографі.
- 2020 — Премія Пібоді за кар'єрні досягнення.
- 2020 — Зал слави телебачення.